# Дульские
Дульские (пол. Dulski, укр. Дульські) — польский и галицкий шляхетский род.
Род герба Пржегоня, происходящий из Пруссии и восходящий к первой половине XVI в. Ян Дульский был при Сигизмунде-Августе подскарбием великим коронным. Род его внесен в VI и I части родословных книг Подольской и Ковенской губерний. 
Другой род Дульских восходит к началу XVIII в.
В империи Габсбургов род Дульских подтвердил своё шляхетское происхождение в королевстве Галиции и Лодомерии.